# Farinera Ylla i Aliberch
La Farinera Ylla i Aliberch és un conjunt de fàbrica i habitatges situat a l'Avinguda del Maresme de Mataró, catalogat com a bé cultural d'interès local.

## Descripció
La fàbrica consta d'una sola nau d'emmagatzematge de quatre cossos i un edifici en alçada de planta baixa i quatre pisos. La nau de magatzem presenta una estructura de porticó d'obra en forma d'arc i coberta de bigues de fusta. L'edifici alt presenta una estructura de jàsseres de formigó, biguetes i revoltons. La fàbrica es completa amb l'edifici de les sitges situat just al darrere. Els habitatges ocupen un primer pis situat sobre el primer tram de la nau d'emmagatzematge. El conjunt es caracteritza per la netedat en què es distingeixen els diferents cossos i per l'equilibri de les línies en la composició de les façanes